# Клара Освалд
Клара Освалд (енгл. Clara Oswald) измишљени је лик у британској научнофантастичној телевизијској серији Доктор Ху. Креирао ју је продуцент серије Стивен Мофат, а глумила ју је Џена Колман. Клара се први пут појавила у седмом серијалу као нова сапутница главног јунака серије, Доктора, у његовој једанаестој инкарнацији, док је касније наставила да путује са њим и у његовој дванаестој инкарнацији.
Као глумица која тумачи Клару, Колманова је добила другу по величини плату, одмах после Мета Смита и Питера Капалдија, током свог времена као чланица главне поставе. После гостовања на почетку седмог серијала, она постаје чланица главне поставе у другом делу серијала из 2013. године, а остала је и у специјалима серије поводом 50. годишњице (2013), као и осмом и деветом серијалу. Колманова се такође појавила на кратко као Клара у божићном специјалу из 2017. године.
У наративу серије, Клара се први пут појавила у седмом серијалу у улози три различите, али слично именоване особе, које живе у различитим епохама. Прве две инкарнације, Освин Освалд и Клара Освин Освалд, умиру током епизоде у којој се појављује. Трећа инкарнација, дадиља која живи у Лондону 21. века, постаје Докторова сапутница, путујући са њим до краја серијала док он покушава да открије мистерију њених вишеструких живота. Она наставља да путује са Доктором након што се мистерија разрешила на крају серијала и пошто је сведочила његовој регенерацији у дванаесту инкарнацију. У почетку несигурна у промену кроз коју је Доктор прошао, она се навикла на њу и наставила је да путује са њим. Кларини поступци и личност током овог раздобља постају одраз Докторовог и њих двоје постају све приврженији. То доводи до тога да она полако напушта свој живот на Земљи заувек што доводи до њене смрти коју Доктор покушава да спречи опасним методама. У завршници деветог серијала он успева да спаси Клару, али на рачун брисања својих сећања на њу.
У промоцији серије, Колманова је нагласила Кларину радозналост и способност да се одржи против Доктора, док је Мофат истакао њену брзину и духовитост. Критичари су приметили да је њен лик био далеко другачији од претходне сапутнице Ејми Понд, док су прве две инкарнације лика биле добро прихваћене, рецензенти су сматрали да је њена последња била утемељенија и једноставнија. Иако је њен лук у њеном првом серијалу био критикован, Кларина улога у току следећег серијала је похваљена. Колманова је била номинована за бројне награде за своју улогу Кларе — укључујући и БАФТА награду Велса — и од своје почетне улоге у серији, лик је високо котиран у бројним анкетама о „најбољој сапутници”.

## Појављивање

### Телевизија
Освин Освалд се први пут појавила у премијерној 7. серијала, „Уточиште Далека” (2012). Она је једина преживела са звезданог брода Аљаска који се срушио на Уточиште, затворску планету за поремећене Далеке. Освин тада од Једанаестог Доктора (Мет Смит) сазнаје да је она сама претворена из човека у Далека и да се изборила повлачећи се у фантазију о сопственом неокрњеном преживљавању. Она помаже Доктору и његовим сапутницима Ејми Понд (Карен Гилан) и Рорију Вилијамсу (Артур Дарвил), да побегну са планете неповређени, али по цену сопственог живота. Касније, у божићном специјалу из 2012. „Снежни људи”, Доктор упознаје извесну Клара Освин Освалд коју у почетку познаје само као Клару. Она је викторијанска конобарица и гувернанта коју Доктор позива да буде његова најновија сапутница, али која умире од напада једног од слуга Велике интелигенције. Видевши њено пуно име на њеном надгробном споменику и коначно препознавши њен глас, Доктор схвата да је она иста жена као Освин из „Уточишта Далека” коју никада није видео у њеном људском облику. Заинтригиран загонетком жене која је два пута живела и умрла у различитим епохама, он почиње да тражи другу Клару кроз време.
У „Звонима Светог Јована” (2013), Клара добија телефонски број Докторовог временског и свемирског брода ТАРДИС од тајанствене жене. Доктор проналази Клару Освалд (овај пут без средњег имена) у савременом Лондону преко њеног телефонског позива и узима је као сапутницу са циљем да реши мистерију „немогуће девојке”. Докторови поновљени покушаји да истражи Кларино порекло током епизода „Прстенови Акатена”, „Скривање” и „Путовање у средиште ТАРДИС-а” доследно откривају убедљиве доказе да је она само обична млада људска жена. У „Путовању у средиште ТАРДИС-а”, Доктор се суочава са Кларом у избегнутом временском току о две њене претходне варијанте које је срео, али она не зна о чему он говори. Мистерија која окружује Клару је коначно решена у „Имену Доктора” када је она жртвовала своје постојање уласком у Докторов временски ток да поништи штету коју је проузроковала Велика интелигенција (Ричард Е. Грант). Ово је довело до стварања бројних инкарнација Кларе кроз Докторову историју које се појављују сваком познатом Докторову лицу, спашавајући му живот на бројне начине. Доктор примећује веома мало Клара. Једна варијанта Кларе успешно убеђује Првог Доктора (Вилијам Хартнел) да одабере „прави” ТАРДИС на својој матичној планети Галифреј пре догађаја у првој епизоди серије. Изгубљену у Докторовом временском току, на крају је спасава и враћа у постојање Једанаести Доктор. У „Дану Доктора”, специјалу поводом 50. годишњице серије, приказано је да је Клара постала учитељица у школи „Coal Hill”. Док је била у пустоловини са Доктором, она лично упознаје Десетог (Дејвид Тенант) и Ратног Доктора (Џон Херт). Она успева да убеди Ратног Доктора да промени своју историју (и тиме спаси Галифреј и свој народ Господаре времена од уништења у Временском рату) тако што ће запечатити планету у „паралелном џепном универзуму” где она и остаје.
У „Времену Доктора”, Господари времена покушавају да се врате у универзум кроз временску пукотину, али ако то ураде, Временски рат ће почети изнова. Доктор два пута шаље Клару кући њеној породици за Божић док он остаје на планети Трензалор у покушају да спречи овај рат, али се она сваки пут враћа у ТАРДИС-у након два века дугих интервала. Док се Доктор суочавао са сигурном смрћу на крају свог циклуса регенерације током ове опсаде, она моли Господаре времена кроз пукотину да спасу Доктора. Они му дају нови циклус регенерације и пукотина се затвара. Затим сведочи како се Доктор регенерише у Дванаестог Доктора (Питер Капалди). Клара проводи неко време борећи се са губитком Доктора којег је познавала и волела током догађаја у епизоди „Дубоки удах” (2014), чак и размишља о томе да одбије његову понуду да настави да путује с њим јер он више није био човек којег је познавала, све док не прими позив од Једанаестог Доктора пре његове регенерације, који је убеђује да остане уз њега и помогне му да се прилагоди својој новој личности. У епизоди „Унутар Далека”, Клара и њен колега учитељ Дени Пинк (Самјуел Андерсон) пристају да оду заједно на пиће, а током епизода „Слушај”, „Временска пљачка” и „Домар”, њих двоје започињу романтичну везу. Неко време она чува тајне између Доктора и Денија због њихових страхова један о другом и доживљава турбуленције у свом пријатељству са Доктором, посебно у епизоди „Убити Месец” када ју је он оставио да се сама суочи са трауматичном одлуком. У „Равној линији”, она је приморана да преузме улогу Доктора у спречавању инвазије ванземаљаца и схвата да је способна да донесе исте немилосрдне и прагматичне одлуке које он често мора да донесе. У „Тамној води”, Дени умире док је прелазио пут пре него што је Клара успела да објави своју намеру да му се потпуно посвети. Након покушаја да уцени Доктора да промени историју како би спречио Денијеву смрт, што је немогуће, Клара и Доктор одлучују да га позову изван гроба и завршавају у објекту где је зла Господарица времена Миси (Мишел Гомез) похранила свести Земљиних мртвих као део завере да се сви покојници претворе у војску Киберљуди. У „Смрти на небесима”, Миси открива да је она била горе поменута жена која је Клари дала телефонски број ТАРДИС-а и да је такође тајно држала њих двоје заједно након њиховог првог састанка као део свог плана. Пошто је Дени враћен као Киберчовек у овој епизоди, он се опире свом програмирању и уништава војску Киберљуди да би спречио њене планове, Клара и Доктор се састају да се опросте једно од другог. Клара се такође претвара да се Дени вратио из мртвих, а он је у ствари жртвовао своју прилику да спаси живот детета које је убио у рату у Авганистану.
Њих двоје се касније поново уједињују у божићном специјалу из 2014, „Последњи Божић”, када су ванземаљска створења изазвала стање сна и код Доктора и код Кларе. Клара признаје да је Дени још увек мртав, а Доктор признаје да није пронашао Галифреј. Њихово заједничко искуство из снова на Северном полу завршава се са жаљењем због растанка. Доктор тражи од Кларе да настави да путује с њим, а она радосно пристаје. У 9. серијалу, Клара прати Миси и Доктора до Скара када га је позвао Даврос (Џулијан Блич), једва избегавши искушење са њеним животом. Сада већ искусна сапутница, Клара је показала веће самопоуздање када је имала посла са ванземаљским врстама и нестабилним људима, али Доктор је забринут због њеног безобзирног карактера. Кларина непромишљеност је надвладава у „Суочењу са гавраном” када је покушала да надмудри Докторову противницу Ашилду (Мејси Вилијамс) бирајући смртну казну, али касније сазнаје да се она не може опозвати. Она упозорава Доктора да не попушта својој мрачнијој природи као одговор на њену смрт и храбро се суочава са смрћу. Још једном је виђена у следећој епизоди „Послато са небеса” док ожалошћени Доктор замишља разговоре са њом да би разјаснио своје идеје. У епизоди „Ђаволски упоран”, Доктор користи технологију Господара времена на Галифреју да извуче Клару из њених последњих тренутака живота и покушава да побегне са њом и превари смрт. Када ово није успело, они одлазе на крајњи крај универзума. Доктор проналази бесмртну Ашилду како чека у рушевинама Галифреја. Ашилда теорише да су Доктор и Клара заједно хибрид. Пошто су толико слични, једно гура друго на могуће катастрофалне поступке. Доктор говори Ашилди да планира да врати Клару на Земљу где она може да живи нормалним животом и спрема се да избрише Кларина сећања на њега помоћу уређаја, тако да Господари времена не могу да је искористе да га пронађу. Клара мења уређај тако да уместо тога избрише Докторова сећања на њу. Она напушта Доктора на Земљи како би он изнова започео своје пустоловине и почиње да путује са Ашилдом у украденом ТАРДИС-у са намером да се једног дана врати у Галифреј да дочека свој крај, иако се заветује да ће „ићи дугим путем”.
У епизоди „Било двапут”, Доктор се сусреће са Тестаментом, футуристичком организацијом која користи путовање кроз време да би копирала сећања људи у тренутку смрти и уградила их у свесне аватаре. На крају пустоловине, аватар Бил Потс враћа Доктору сећања на Клару са менталном сликом како му она говори да је више не заборави.
У специјалу поводом 60. годишњице, „Кикот”, Творац Играчака приказује Клару као марионету поред Ејми Понд и Бил Потс, ругајући се Доктору подсећајући га на сапутнике који су помрли док су путовали са њим.

### Други медији
Клара (Софи Донам) се појављује у кратком уводу у „Звона Светог Јована” као мала девојчица која разговара са Доктором на игралишту. Доктор не схвата њен идентитет који је откривен гледаоцу. Колманова је такође тумачила Клару у „Рекла казала”, интернет претходници „Имена Доктора” која руши четврти зид. DVD и Blu-ray издања 7. серијала такође укључују Колманову у соло наступу у улози Кларе у краткој епизоди „Клара и ТАРДИС”, снимљеној искључиво за кућне медије.

#### Књижевност
Клара се такође појављује заједно са Једанаестим Доктором у роману Покров туге (2013), из серијала Нови низ авантура. Од 2014. се појављивала у романима са Дванаестим Доктором, међу којима су: Крвно зрнце, Силуета и Ужас који пузи, а од 2015. Краљевска крв и Дубоко време. Појавила се у стрип причи „Мртва шума”, издавача IDW Publishing. Клара се накратко појавила у 11. и 12. издању IDW-овог мини-серијала „Заробљеници времена” поводом 50. годишњице Доктора Хуа. Почевши од издања бр. 462 (август 2013), Клара се редовно појављује у стриповима Часописа Доктор Ху. У стрипу Часописа Доктор Ху из 2015. Крв и лед (бр. 485–488), Клара упознаје још једну своју инкарнацију коју је она сама створила, под називом „Вини Кларенс”, дипломирану универзитетску истраживачицу из 2048. године.

#### Видео-игре
Клара Освалд се појављује у toys-to-life видео-игри Lego Dimensions. Она се појављује као лик „У опасности”, где играч мора да реши загонетку да би је спасио. Њена једина појављивања су на нивоима „A Dalektable Adventure” и „The Dalek Extermination of Earth”.

## Развој

### Кастинг
Дана 21. марта 2012. објављено је да ће Џена Колман заменити Карен Гилан и Артура Дарвила на месту следећег Докторовог сапутника. Она је била на аудицији за улогу у тајности, претварајући се да је то било за пројекат под називом Мушкарци на таласима (енгл. Men on Waves), анаграм за „Жену седам” (енгл. Woman Seven). Извршни продуцент и главни сценариста Стивен Мофат изабрао ју је за ту улогу јер је најбоље радила уз Смита и могла је да прича брже од њега. Колманова никада није гледала Доктора Хуа пре своје аудиције, али када је одгледала епизоду „Једанаести час” (2010) „потпуно се заљубила у серију”. Међутим, гледала је само првих пет епизода седмог серијала – последњих пет са Гилановом и Дарвилом – јер није желела да сазна више о њиховој вези са Доктором јер је желела да уз Смита глуми спонтано”. Мофат је изјавио да се њен лик разликује од претходних сапутника, иако је покушао да задржи појединости њеног лика у тајности док није дебитовала у божићном специјалу. У епизоди „Уточиште Далека” (2012), Колманова се појављује као лик Освин Освалд, што је тајна која је била чувана од јавности пре емитовања. Колманова је првобитно добила улогу викторијанске гувернанте по имену Џасмин, а затим је за другу аудицију добила и улоге Освин и Кларе. Првобитно је мислила да су продуценти хтели да пронађу прави лик, али је касније схватила да је то био део Мофатовог плана „меке мистерије”. Нил Гејман (сценариста епизоде „Кошмар у сребрном” из 2013) открио је да је лик првобитно требало да остане викторијанска гувернанта. Колманова је изјавила да је Мофат дошао на идеју мистерије током процеса аудиције. Она је играла сваку варијанту лика као појединке са „поверењем да ће доћи разрешења” њене мистерије. Мофат је рекао Нилу Кросу који је написао „Скривање” (2013), прву епизоду коју је Колманова снимила као нови сапутник, да је Клара „нормална девојка”.
Очекивало се да ће Колманова напустити серију крајем 2014. године. Мофат је у бројним интервјуима потврдио да је два пута отписао лик – једном за крај 8. серијала и поново за божићни специјал 2014 – али на крају убедио Колманову да остане у још једном серијалу. Мофат није сматрао да је серија „сасвим готова са Џеном и Кларом”, а није био ни убеђен да је Колманова спремна да се опрости. „Мислим да нико не би требало да напушта Доктора Хуа док не буде заиста спреман за одлазак”. Колманова је 18. септембра 2015. званично објавила на радио-станици BBC Radio 1 да ће напустити серију на крају деветог серијала. Један од разлога њеног одласка је била њена улога краљице Викторије у драмској серији Викторија.

### Карактеризација
Мофат је сматрао да је увођење новог сапутника учинило да се „серија осећа другачије” и да је причу довео на „нови почетак” са другом особом која је упознала Доктора. Извршна продуценткиња Керолајн Скинер је приметила да је увођење њеног лика омогућило серији да се врати у „класичнији формат Доктора Хуа”. Смит је рекао да се Клара разликовала од своје претходнице Ејми Понд (Гиланова), што је омогућило публици да види другачију страну Доктора. Мофат је рекао да Колманова доноси „брзину и духовитост и незадивљен квалитет који чини да Доктор плеше мало теже”. Колманова је изјавила да се њен лик „држи за себе” и да је био конкурентан Доктору, пружајући „лепи двоструки акт”. Својим местом у наративу серије, Клара је требало да поново пробуди Докторову „радозналост за универзумом и врати му његов моџо”. Што се тиче Клариног односа са Доктором, Колманова је рекла: „Било је занимљиво како је то променило Метовог Доктора. Између њих постоје природна померања, флерт и привлачност. Али, опет, увек су имали ово трвење јер они су помало магнетни и привлаче једно друго, али она не може да га схвати. Он има гомилу тајни и увек је посматра, покушавајући да је схвати.” Динамика између Кетрин Хепберн и Спенсера Трејсија утицала је на Колманову и Смита. Поред тога, Колманова је открила да Клара и ТАРДИС имају „везу”, јер постоји устаљена шала о томе да ТАРДИС (претходно утврђен у серији као разуман) не воли Клару или је исмејава.
Многи обожаваоци и критичари приметили су сличности између Кларе и Роуз Тајлер (Били Пајпер). Клара помаже Доктору да се опорави у мрачној тачки његовог живота, као што Роуз чини у много мрачнијим временима. Обе сапутнице губе родитеља. Свака има близак однос са Доктором који види део њиховог детињства. Доктор чини исто Клари у „Времену Доктора” (2013) као што ради Роуз у „Раздвајању путева” (2005) шаљући је кући да би је сачувао. Мофатов претходник на месту извршног продуцента Расел Т. Дејвис похвалио је тумачење лика у односу на тропе сапутника: „У срцу серије налази се сопствена проблематична категорија Доктора Хуа, сапутник, титула која је инхерентно подређена човеку. Све до Кларе! Сапутница у сваком тренутку Докторовог живота. Жена толико јака да је у свом првом појављивању, као и у последњем, ни сама смрт не може зауставити.”

### Са Дванаестим Доктором
У почетку, Дванаести Доктор је изричито одбацио идеју о романтичној вези са Кларом. Он је наговестио да је у свом претходном облику почео да види себе као Клариног „дечка” у покушају да избегне суочавање са својим позним годинама и ванземаљском природом. Првобитно је објављено да је Питер Капалди рекао таблоидима да неће бити флертовања између њега и Кларе, упоредивши такву могућу везу са Татом и Никол, али је сам глумац то одбацио. Како је лик Дванаестог Доктора еволуирао, тако се развијао и његов однос са Кларом. У једном интервјуу из пролећа 2015. Стивен Мофат је наговестио да Доктор никада није престао да буде „опседнут” Кларом и да „воли њих (сапутнике) више него они њега”. У интервјуу за медије на Сан Дијего Комик Кону 2015. Капалди је отишао даље, рекавши да су њих двоје били романтично повезани, само не у уобичајеном смислу: „Романтично је у старом смислу. Двоје људи који су заиста луди једно за другим...” Наратив деветог серијала кулминирао је троделном причом у којој Клара умире, а Доктор проводи наредних 4,5 милијарди година изводећи гамбит да промени историју и спаси њен живот. Џонатан Морис из Часописа Доктор Ху описао је Клару као „опседнуту контролом” и мислио је да је лик „прешао на своје” када је упарен са Дванаестим Доктором, додајући: „Стивен нам је дао прву Докторку. Била је сакривена наочиглед свима све време и звала се Клара Освалд.”

### Повратак лика
Колманова је поновила улогу Кларе у камео појављивању у божићном специјалу 2017. „Било двапут”. У раним нацртима сценарија Колманова се појавила заједно са својим колегама Нардолом и Бил Потс, при чему су сва три лика међусобно комуницирала. Ова идеја је морала да се преради пошто Колманововој распоред снимања за Викторију није дозвољавао дуже снимање, већ је морала да снима своје сцене испред зеленог екрана у просторијама Телевизијског центра BBC-ја неколико дана након завршетка снимања епизоде. Режисерка епизоде Рејчел Талалеј описала је причу као „о сећањима” и похвалила Мофата што је успео да уплете Клару у њу: „Чињеница да их је Доктор, изгубивши сећања на њу, вратио у божићној епизоди било је сјајно.”

## Пријем
Ник Сечфилд из SFX-а похвалио је ефектан изненађујући деби Колманове као Освин у епизоди „Уточиште Далека”. Написао је: „Колманова уноси сос и искричавост, и док она у почетку изгледа као познати Мофатов архетип, све заједљиве примедбе око Докторове браде и успутне реплике о сексуалном експериментисању... ту је и дубља рањивост, што чини њену коначну судбину у овој епизоди заиста срцепарајућом.” Мајкл Хоган, који је писао за The Daily Telegraph, такође је сматрао да је њен деби обећавајући и описао ју је као „очаравајућу на вилењачки начин – више као бринету, закривљену, мање досадну Ферн Котон”.
Поновно увођење лика као Кларе у „Снежним људима” наишло је на углавном позитивне рецензије критичара. Ден Мартин из The Guardian-а написао је: „Сјајан потез иза изненадног увода Џене-Луиз Колман је то што нас је натерало да пожелимо да је видимо више пре него што је Карен Гилан уопште отишла. Дрска, самоуверена Клара је освојила место у нашим срцима од почетка”. Сечфилд ју је назвао „мање брзим мајстором досетки него [Освин], али Колманова је чини једнако победничком – смела, паметна и импровизује у веома обећавајућој хемији са Метом Смитом”. Мет Рисли из IGN-а сматрао је да је Клара „премашила свој већ бомбастични деби са ликом који је потпуно формиран и потпуно непредвидив”. Похвалио је мистерију која је окружује и њену независност, коментаришући да се чини да је она „антитеза” Ејми Понд јер је била „девојка која никога неће чекати”. Рецензент часописа Radio Times Патрик Малкерн признао је да му је „Освинина живахност била мало заморна”, али га је „потпуно освојила” Колманина Клара у „Снежним људима”. Нила Дебант из The Independent-а сматрала је да је Кларина смрт у „Снежним људима” учинила епизоду „мало неизвесном” и поставила питање каква би била Клара да је отпутовала са Доктором. За разлику од Малкерна, она је преферирала варијанту Освин, описујући је као „много забавнију и флертујућу”.
Након емитовања епизоде „Звона Светог Јована, Морган Џефри са веб-сајта Digital Spy рекао је да је нова Клара била „утемељенија и да је гледаоцу до сада лакше да се веже за њу” од њене две претходнице, које би било теже издржати као сапутнице. Малкерн је рекао да се не замара мистеријом лика и да сматра да је пријатно што је Колманова игра као „непосредну савремену сапутницу без пртљага”. Сечфилд је описао Клару као „једнако блиставу и победничку, али свеукупно млађу и вероватно само мало рањивију од својих претходних инкарнација” са „беспомоћном гледљивом хемијом” са Смитом. Дебнатова ју је описала као „мекшу варијанту” Освин и даље се надајући да ће „лик бити подигнут на виши ниво, више изазивајући Доктора и одбијајући се од њега као што је то учинила Освин.” Међутим, новинар Daily Mirror-а, Џон Купер, изразио је забринутост да је Клара, упркос Колманином успеху, превише слична Ејми. Мајк Хигинс из The Independent-а сматрао је да је Колманова „побољшање” у односу на Гиланову, али је написао да је „упаривање интелектуално бистрог, али осећајно нејасног мушкарца са техно-неписменом, али мудром женом уморан стари троп многих драма и комедија”.
Развој лика је такође наишао на позитивне критике. Мартин је похвалио како је њена позадина дочарана у „Прстеновима Акатена” јер би у супротном лик „био у опасности да постане само прича у облику девојке”. Ричард Едвардс из SFX-а написао је да је имала потенцијал да буде „заиста сјајан сапутник” и да је „освежавајуће видети сапутницу која не осећа потпуно страхопоштовање према Доктору... и да се не плаши да преузме вођство када треба”. Дебнатова је похвалила њену „брижну природу” и „љупку мајчинску страну”, али је сматрала да је у неким приликама била „раздражујуће наивна”. Дејв Голдер из SFX-а је изјавио да је Клара била „у извесној мери, помало налик на лик из цртаног филма”, као и да је Мофат био бољи у писању ње у епизоди „Име Доктора” од неких претходних сценариста. Такође је прокоментарисао да се она „још увек осећа превише новим сапутником (и неразвијеним) да би се заиста бринуло о њеној жртви”.